# Korvenmaa
Ne doit pas être confondu avec Réserve naturelle de Põhja-Kõrvemaa.
Korvenmaa est une île de l'archipel finlandais à Naantali en Finlande.

## Géographie
Korvenmaa est à environ 34 kilomètres à l'ouest de Turku.
La superficie de l'île est de 2,58 kilomètres carrés et sa plus grande longueur est de 3,8 kilomètres dans la direction sud-est-nord-ouest.
L'île s'élève à environ 30 mètres au-dessus du niveau de la mer,.
Korvenmaa est situé au nord de Pakinainen.